# Francisca Hernández
Francisca Hernández (Canillas, Salamanca, S.XV-S.XVI) fue una mística heterodoxa, próxima a los Alumbrados de Salamanca.
El testimonio de Hernández en su juicio ante la inquisición española produjo la mayor parte de la información que se tiene de su vida, así como de la vida de María de Cazalla, quien fue juzgada con Hernández.: 17  Hernández participó en varias escenas en pro de la mujer en el clero y otras reformas en la iglesia con menos éxito y alcance que otras mujeres, incluyendo Cazalla, Teresa de Ávila, Sor María de Santo Domingo, Isabel de la Cruz y Francisca de los Apóstoles.: 21, 26 

## Biografía
Había nacido en el seno de una familia de labriegos y habría sido médium desde su infancia, con capacidades sanadoras. Hacia 1515 formó en Salamanca el conventículo 'herético' alumbrado, en paralelo al de Valladolid, formado por el clérigo y bachiller Antonio de Medrano. Fernández y Medrano mantuvieron relaciones íntimas, puesto que sus enseñanzas mantenían que este tipo de contacto sexual era expresión de unión con la divinidad. En Salamanca habría atraído a una cantidad relativamente importante de adeptos, nobles incluidos, lo que le valió, en 1519, tener que comparecer ante el Santo Oficio, siendo absuelta y siguiendo en su proselitismo.
Su falta de nobleza y bajo nivel socioeconómico le impedían entrar en el clero religioso, por lo que actuó como Beata, uniéndose al grupo de Isabel de la Cruz los Alumbrados con la finalidad de invertir la jerarquía tradicional de hombres como maestros y mujeres como seguidoras.: 34–35  Algunas beatas actuaron y se comportaron dentro de los límites esperados para dichas mujeres. Hernández fue una de las que despreciaron las cuestiones de autoridad y representaron una clara amenaza para la Inquisición española.: 35 
En 1523 empezó a tratarse con el influyente franciscano Francisco Ortiz, quien la nombró consejera pese a la oposición de su orden. En 1526, Hernández no dejó que Ortiz fuese nombrado predicador de Carlos I de España. De 1524 a 1528 se intercambiaron una numerosa correspondencia epistolar, pero no llegaron a verse. En 1528 convivían en los alrededores de Valladolid. El 31 de marzo de 1528, en su redada de los iluministas, la Inquisición española había detenido a Hernández y a Diego Hernández (sin relación con Francisca Hernández), un peripatético libidinoso que armaba un escándalo dondequiera que iba. Hernández fue encarcelada en la prisión del Santo Oficio en Toledo. Siete días después, Ortiz predicó en la Iglesia de San Juan contra los carceleros de Hernández, por lo que fue, a su vez, detenido; sin embargo, en 1531 se desdijo.
Es probable que tuviese relaciones carnales con algunos alumbrados. De 1527 a 1530, las autoridades católicas prohibieron a Medrano residir bajo el mismo techo con MH, pero los aludidos no lo acataron. En la vista a Medrano, a Francisca Hernández le preguntaron si tenía relaciones con el reo y contestó que sí, "pues lo tenía por Dios". Al ser detenido Medrano, fue a acogerse a casa de Pedro de Cazalla. En 1531 el Santo Oficio la condenó y su proceso se alargaría hasta 1532.